# 孫島
孫島（まごじま）は東京都小笠原村にある島。

## 概要
北弁天岩を挟んで弟島の北に隣接する小島。父島列島の最北端。。